# Swarm (série télévisée)
Production
Diffusion
Swarm est une série télévisée américaine en sept épisodes d'environ 30 minutes créée par Janine Nabers (en) et Donald Glover et diffusée le 17 mars 2023 sur Prime Video.

## Distribution

### Acteurs principaux
- Dominique Fishback (VF : Déborah Claude) : Dre

### Acteurs récurrents
- Chloe Bailey (VF : Fily Keita) : Marissa

#### Acteurs invités
- Nirine S. Brown (VF : Angélique Rivoux) : Ni'Jah
- Damson Idris (VF : Diouc Koma) : Khalid
- Rory Culkin (VF : Donald Reignoux) : Marcus
- Karen Rodriguez (VF : Olivia Nicosia) : Erica
- Paris Jackson (VF : Marie Tirmont) : Hailey
- X Mayo (VF : Vanessa Van-Geneugden) : Cheeks
- Atkins Estimond (VF : Mohad Sanou) : Reggie
- Byron Bowers : George
- Stephen Glover : Caché
- Billie Eilish : Eva
- Kate Lyn Sheil : Cricket
- Rickey Thompson : Kenny
- Leon : Harris
- Heather Simms (en) : Loretta Greene
- Kiersey Clemons (VF : Aurélie Konaté) : Rashida
- Cree Summer (VF : Annie Milon) : la mère de Rashida
- Norm Lewis (VF : Rody Benghezala) : le père de Rashida

## Épisodes
1. Stung
2. Honey
3. Taste
4. Running Scared
5. Girl, Bye
6. Fallin' Through the Cracks
7. Only God Makes Happy Endings